# Ronde van het Groene Hart 2009
Il Ronde van het Groene Hart 2009, terza edizione della corsa, valido come evento del circuito UCI Europe Tour 2009 categoria 1.1, fu disputato il 22 marzo 2009 per un percorso di 203,4 km. Fu vinto dal belga Geert Omloop, al traguardo in 4h 30' 43" alla media di 45,08 km/h.
Furono 80 i ciclisti che portarono a termine la competizione.

## Ordine d'arrivo (Top 10)
| Pos. | Corridore       | Squadra      | Tempo    |
| ---- | --------------- | ------------ | -------- |
| 1    | Geert Omloop    | Palmans Cras | 4h30'43" |
| 2    | Graeme Brown    | Rabobank     | s.t.     |
| 3    | Aart Vierhouten | Vacansoleil  | s.t.     |
| 4    | Robert Förster  | Team Milram  | s.t.     |
| 5    | Bobbie Traksel  | Vacansoleil  | a 3"     |
| 6    | Lieuwe Westra   | Vacansoleil  | a 5"     |
| 7    | Martin Müller   | Team Milram  | a 7"     |
| 8    | Jens Mouris     | Vacansoleil  | a 1'32"  |
| 9    | Wim Stroetinga  | Team Milram  | a 1'36"  |
| 10   | Wouter Mol      | Vacansoleil  | s.t.     |